# Pyramica tiglath
Pyramica tiglath är en myrart som först beskrevs av Bolton 1983.  Pyramica tiglath ingår i släktet Pyramica och familjen myror. Inga underarter finns listade i Catalogue of Life.